# Divisioni di emergenza della Guardia di Hlinka
Le divisioni di emergenza della Guardia di Hlinka (in slovacco: Pohotovostné oddiely Hlinkovej gardy, POHG) furono le formazioni paramilitari slovacche istituite per contrastare la rivolta nazionale slovacca dell'agosto 1944. Furono note soprattutto per il ruolo svolto nell'assassinio di ebrei, rom e partigiani slovacchi (effettivi o presunti) in collaborazione con le squadre Einsatzgruppe H, in particolare nel massacro di Kremnička e Nemecká.

## Formazione
Molte unità dell'esercito slovacco si schierarono con i ribelli in occasione della rivolta nazionale slovacca. Non potendo contare sulle truppe tedesche, per reprimerla e per contrastare i partigiani fu impiegata la Guardia di Hlinka. Il presidente Jozef Tiso fu un influente sostenitore della scelta, perché considerava la Guardia di Hlinka fedele allo Stato slovacco.
La propaganda fascista slovacca sostenne che la rivolta fu fomentata dalle minoranze ceca ed ebraica, considerate ambedue "nemiche dello Stato" per il loro presunto sostegno rispettivamente al cecoslovacchismo e al comunismo. Molti cechi ed ebrei furono espulsi dalla Slovacchia, solo ad alcuni fu concesso di restare: la deportazione o l'assassinio nei loro confronti furono ritenuti parte integrante della repressione della rivolta, e la Guardia di Hlinka fu lo strumento preferito per mettere in atto le persecuzioni razziali nello Stato slovacco.
Il comandante Alexander Mach accusò le guardie di essere state troppo "morbide" e di aver permesso la rivolta. Per contro, le guardie accusarono Mach di essere stato tenero con i ribelli; per questo fu sostituito con Otomar Kubala. A causa dei dubbi sulla lealtà di alcuni elementi, si decise di creare una nuova organizzazione interna alla Guardia di Hlinka: alcune compagnie del POHG iniziarono a separarsi dal resto della Guardia di Hlinka all'inizio di settembre, durante le prime settimane della rivolta. L'obiettivo era il ripristino dello Stato slovacco, la ripresa del controllo sulla Slovacchia centrale insieme alle truppe tedesche e la persecuzione dei nemici, veri o presunti, dello Stato slovacco.
Nei primi anni del regime la Guardia di Hlinka aveva aggredito gli ebrei in pubblico e si arricchì sfruttando il processo di arianizzazione. Partecipò ai rastrellamenti del 1942, il risultato dei quali fu l'invio dei due terzi degli ebrei slovacchi nei campi di sterminio.

## Organizzazione e personale
Alcuni membri avevano fatto parte della Guardia di Hlinka o della Gioventù di Hlinka. In molti si rifiutarono di unirsi alle unità speciali, mentre centinaia di uomini si offrirono volontari, per ragioni economiche o per evitare di essere arruolati nell'esercito regolare. Il fabbisogno superava il numero di reclute disponibili, e Kubala autorizzò i comandanti locali a reclutare altri uomini idonei.
In base alle norme di legge che equipararono il POHG alle forze armate, coloro che si rifiutavano di prestare servizio erono soggetti a una multa di 5.000 corone slovacche e alla reclusione fino a 3 mesi; per i disertori era prevista la fucilazione. A chi aveva partecipato alla rivolta fu vietata l'adesione, ma alcuni ex rivoltosi arrivarono anche a posizioni di responsabilità: la carenza di sottufficiali e ufficiali fu parzialmente risolta arruolando il personale dalla guardia regolare di Hlinka all'interno del POHG.
L'appartenenza alle unità speciali non era necessariamente legata alla simpatia politica per il fascismo, nazismo o antisemitismo: nel tempo si registrò un alto tasso di diserzione da queste unità. I membri del POHG avevano diritto a razioni di cibo e sigarette aggiuntive; alcuni mantenevano le loro vecchie uniformi della Guardia di Hlinka, altri indossavano le divise dell'esercito slovacco regolare o addirittura della Wehrmacht, nonostante le rigide normative richiedessero le uniformi adeguate: un nastro particolare portato sulla manica sinistra permetteva di distinguere i componenti. Spesso i membri del POHG si ubriacavano, cosa che provocava numerose controversie con l'esercito regolare, con i soldati tedeschi e persino con le autorità civili slovacche.

## Azioni militari
Le prime azioni ddl POHG contro i partigiani furono ostacolate dalla difficoltà di comunicazione con il quartier generale. Per evitare che i partigiani intercettassero i messaggi - alcune guardie di Hlinka si unirono addirittura ai partigiani, offrendo l'opportunità di operazioni false flag - venivano usate delle parole in codice e l'uniforme del POHG fu leggermente modificata. Quando la comunicazione con i superiori non era possibile, le unità locali lavoravano a stretto contatto con le forze tedesche presenti sul posto. I tedeschi non si fidavano di loro, perciò nella repressione della rivolta il POHG svolse principalmente compiti militari ausiliari piuttosto che combattimenti in prima linea. Quando le unità POHG affrontavano direttamente il nemico, spesso scappavano; in alcuni casi il POHG si rifiutò di entrare nel territorio conteso, compromettendo le offensive tedesche. La prima unità ad unirsi ai combattimenti, guidata da Štefan Rabin, scese in campo solo alla fine di settembre, quando la repressione della ribellione era già andata avanti, infetti, ebbe solo 5 morti e 15 feriti, il che indica che non fu coinvolta direttamente in scontri pesanti.
Le divisioni di emergenza furono tra le più brutali nel trattare gli ebrei e i partigiani catturati. L'efficacia del POHG in combattimento era limitata, gran parte del personale era costituito da uomini di mezza età con famiglia, sostanzialmente vigliacchi e opportunisti. Questo il morale al minimo aumentando le tensioni con le forze tedesche, che si videro costrette ad affrontare impegni pericolosi senza poter contare su qualsivoglia aiuto. Un'unità del POHG, addestrata nell'area di Bratislava, si ribellò quando seppe di dover combattere contro l'avanzata dell'Armata Rossa: in molti disertarono nonostante il rischio della pena di morte. I gruppi di partigiani spesso attiravano le unità del POHG nelle imboscate facendo segnalazioni anonime sugli ebrei nascosti, tattica che si è rivelata efficace nel tempo.
Le speranze tedesche di reclutare un numero significativo di uomini delle POHG nelle Waffen-SS per il dispiegamento sul fronte orientale non si concretizzarono mai. La propaganda slovacca affermava che la Guardia di Hlinka in genere era superiore alle forze armate regolari, sottolineando la lealtà del POHG al regime e sorvolando sui fallimenti militari. La lealtà dell'esercito regolare al popolo slovacco fu messa in discussione per il sostegno alla rivolta e le forze armate furono accusate di essere un focolaio del "bolscevismo", accusa che in realtà non aveva alcun fondamento.

## Crimini
Circa il 5% del personale delle divisioni di emergenza si macchiò di crimini di guerra collaborando con l'Einsatzgruppe H: ufficialmente di partigiani catturati si occupavano i tedeschi, mentre i gendarmi che si univano ai partigiani e gli ebrei finivano nelle mani del POHG, ma in realtà la distinzione non era così netta. Il personale dell'Einstazgruppe H nei rapporti ai propri superiori sottolineò l'aiuto fornito dal POHG durante i rastrellamenti per la deportazione degli ebrei nei campi di concentramento nazisti. Secondo la storica ceca Lenka Šindelářová, il successo dell'Einsatzgruppe H fu in gran parte dovuto proprio alle delazioni e alla collaborazione con il POHG, capace di confondersi tra i partigiani grazie alla conoscenza del luogo e della lingua slovacca.
Gli uomini del POHG parteciparono a massacri e interrogatori, nonché alle perquisizioni nelle case in cerca di ebrei nascosti. Molti membri del POHG non vollero giustiziare i partigiani catturati, ma in pochi si rifiutarono di uccidere o rastrellare gli ebrei. L'Einsatzgruppe H prese l'iniziativa in molti massacri di partigiani, chiedendo ai membri del POHG di essere presenti alle esecuzioni. L'uccisione dei partigiani catturati dal POHG veniva giustificata dai presunti crimini di guerra sa essi commessi, enfatizzati dalla propaganda fascista locale. In un'occasione il POHG giustiziò sommariamente dei partigiani già disarmati dal Sicherheitsdienst. Commise altri crimini di guerra operando insieme alla 14. Waffen-Grenadier-Division der SS.  Tuttavia, alcune guardie criticarono i saccheggi perpertrati dai tedeschi contro la popolazione locale e si rifiutarono di partecipare alle esecuzioni; l'Einsatzgruppe H si lamentò del fatto che alcuni membri del POHG cercavano di salvare partigiani catturati di loro conoscenza. Allo stesso tempo due soldati del POHG che si erano arruolati pochi giorni prima per evitare il servizio militare uccisero alcuni partigiani nella prigione di Ilava  e alcune vittime subirono tali atrocità da parte del POHG da diventare famose per il loro antifascismo, in particolare Mirek Nešpor, che pare essersi suicidato dopo essere stato torturato dal POHG a Bratislava.
Il 1º settembre le autorità tedesche decisero di utilizzare il POHG come strumento principale per attuare la soluzione finale in Slovacchia. La resistenza del POHG all'uccisione degli ebrei fu molto blanda: la Guardia di Hlinka aveva già una storia di violenze antiebraiche, e molte guardie non poterono resistere all'opportunità di arricchirsi derubando le vittime. Kubala ordinò di depositare tutte le sostanze sottratte agli ebrei su un conto speciale in una banca di Bratislava, ma in pratica la maggior parte dei beni fu sequestrata dall'unità coinvolta nella persecuzione. La corruzione fu così diffusa che alcuni componenti del POHG furono incarcerati per furto e si dovette creare delle sezioni particolari specializzate nelle persecuzioni antiebraiche così da ridurre al minimo la quantità dei beni rubati dalle singole guardie, data la frequenza dei casi di tortura allo scopo di estorcere agli ebrei le proprietà nascoste.
La Quinta compagnia del POHG insieme all'Einsatzkommando 14, facente parte dell'Einsatzgruppe H, contribuì all'assassinio di almeno 282 persone nel massacro di Kremnička e partecipò anche al massacro di Nemecká nel gennaio 1945, in cui furono uccise altre centinaia di persone.
Molti collaborazionisti slovacchi presenti ai massacri mentirono sul loro coinvolgimento per evitare il processo, ad esempio sostenendo di essere stati minacciati o costretti a partecipare dai tedeschi dello SD; di contro altri collaborazionisti slovacchi si vantarono degli omicidi nonostante l'ordine rigoroso di occultare i crimini. Pertanto è impossibile conoscere l'esatto ruolo nei massacri dei singoli soldati e di coloro che non hanno ucciso di persona, pur partecipando nella sorveglianza del perimetro e svolgendo altri compiti ausiliari.

## Liberazione della Slovacchia
Durante l'offensiva di Bratislava-Brno in cui la Slovacchia fu liberata dall'Armata Rossa, la maggior parte degli uomini del POHG evitò di combattere. Nonostante Kubala avesse tentato l'evacuazione, dei 5.867 uomini in servizio nella seconda metà di marzo, solo 1.600 furono evacuati come ordinato. Alcuni di questi combatterono in Moravia o in Austria per contrastare le offensive dell'Armata Rossa. I membri del POHG che riuscirono ad avanzare abbastanza per poi arrendersi all'esercito statunitense parteciparono ai piccoli scontri con le forze tedesche che comunque resistettero alla resa. Alla fine furono consegnati ai sovietici come da accordi internazionali.

## Nel dopoguerra
I membri del POHG di ritorno dovettero affrontare la confisca delle proprietà, la perdita dei diritti civili e la detenzione; la maggior parte dei comandanti furono giustiziati per il ruolo avuto nei crimini di guerra, mentre alcuni riuscirono a rimanere in Occidente in esilio. Dopo il colpo di Stato comunista del 1948, la mole dei controlli diminuì e la maggior parte delle ex-guardie si reintegrò nella società. Alcuni aderirono al Partito Comunista e ottennero delle posizioni influenti nel nuovo Stato.
Nel 1958 quindici membri del POHG furono processati per la partecipazione ai massacri di Kremnička e Nemecká e cinque furono condannati a morte. Durante il periodo comunista i POHG venivano descritti come sodali del regime nazista e il loro ruolo nei crimini di guerra veniva enfatizzato con lo scopo di delegittimare le istituzioni dello Stato slovacco.
Gli ex membri del POHG furono perseguiti per la loro appartenenza all'organizzazione; alcuni furono torturati e costretti a fornire false confessioni. Allo stesso tempo, alcuni anticomunisti presentarono il POHG come forze eroiche contro il comunismo e a favore del patriottismo slovacco, glissando sulla partecipazione delle unità ai crimini di guerra. Oggi continuano ad essere al centro delle commemorazioni dell’estrema destra.

### Approfondimenti
- (SK) Anton Hruboň, "Za slovenský štát, za Novú Európu!" Hlinkova garda v období nemeckej okupácie, Banská Bystrica, Múzeum Slovenského národného povstania, 2015, ISBN 978-80-89514-35-9.